# نوران جاد (ممثلة)
نوران جاد (1996 ) ممثلة مصرية، شاركت في طفولتها في مسلسل ريا وسكينة في دور الطفلة بديعة. وكان هذا العمل بداية مسيرتها الفنية.

## عن حياتها
ولدت نوران في عام 1996 ودخلت عالم التمثيل وهي في طفلة، قدمت أول أعمالها وهي في الرابعة من عمرها عندما شاركت في مسلسل "عندما تثور النساء" وتوالت أعمالها الفنية مع كبار النجوم والنجمات وجاءت انطلاقتها الحقيقية من خلال مسلسل ريا وسكينة الذي عرض عام 2005 وهي في عمر التاسعة حيث قدمت دور بديعة بانة ريا وشاركت في مسلسل من أهم المسلسلات وهو العندليب وبدور علية شقيقة العندليب في طفولتها ثم شاركت مع الفنان محمد صبحي في مسلسل “رجل غني فقير جداً” والذي تم عرضه في عام 2007 وشارك في بطولته النجمة وفاء صادق، الفنان الراحل عزت أبو عوف وهو من تأليف وإخراج محمد صبحي وقفت أمام يسرا في مسلسل "في إيد أمينة" والذي تم عرضه في عام 2008 أما فيما يتعلق بالأعمال السينمائية قدمت فيلم "كبارية" والمركب عام 2011 وكان مسلسل القاصرات هو آخر عمل شاركت به عام 2013 وكان عمرخا 17 عاما. وفي سبتمبر 2021 احتفلت نوران جاد بحفل زفافها على طبيب يدعى هشام وقد حضر الحفل العدد من الفنانين والفنانات في احد الفنادق في القاهرة.

## أعمالها

### مسلسلات
1. القاصرات (مسلسل) 2013 حنان
2. بابا نور 2010
3. متخافوش (مسلسل) 2009
4. نساء لا تعرف الندم (مسلسل) 2009
5. في أيد أمينة (مسلسل) 2008 بطة
6. دموع القمر (مسلسل) 2008
7. بنت من الزمن ده (مسلسل) 2008
8. رجل غني فقير جدا (مسلسل) 2007 نوبكو الأبنة اليابانية
9. أشباح المدينة (مسلسل) 2006
10. عايش في الغيبوبة (مسلسل) 2006
11. العندليب (مسلسل) 2006 علية
12. آن الأوان (مسلسل) 2006
13. ريا وسكينه (مسلسل) 2005 بديعة
14. كارنتينا (مسلسل) 2005
15. عندما تثور النساء (مسلسل) 2000

### أفلام
1. المركب (فيلم) 2011 اخت نور
2. كباريه (فيلم) 2008